# Кухиня
Кухиня (словац. Kuchyňa) — село, громада округу Малацки, Братиславський край, південно-західна Словаччина, регіон Загоріє. Кадастрова площа громади — 45,13 км².

## Географія
Поруч протікають річки Рудавка і Цабадов ярок; розташоване водосховище Кухиня.
Населення 1 690 осіб (станом на 31 грудня 2017 року).

## Історія
Кухиня згадується в 1206 році.

## Населення
| Рік:            | 1994. | 2004.   | 2014.   | 2024.   |
| --------------- | ----- | ------- | ------- | ------- |
| Кількість осіб: | 1581  | 1626    | 1691    | 1798    |
| Різниця:        |       | +2,84 % | +3,99 % | +6,32 % |

| Рік:            | 2023. | 2024. |
| --------------- | ----- | ----- |
| Кількість осіб: | 1798  | 1798  |
| Різниця:        |       | +0 %  |